# Wolken sind überall
Wolken sind überall ist eine US-amerikanische romantische Filmkomödie aus dem Jahr 1953. Die Regie übernahm Otto Preminger, das Drehbuch basierte auf dem gleichnamigen Theaterstück von F. Hugh Herbert, der sein Werk für die Verfilmung selbst aufbereitete. Die Hauptrollen sind mit William Holden, David Niven und Maggie McNamara besetzt.
Der Film war bei der Oscarverleihung 1954 in drei Kategorien nominiert, konnte aber keinen Preis gewinnen. David Niven wurde für seine Leistung mit dem Golden Globe ausgezeichnet.

## Handlung
Patty begegnet auf dem Dach des Empire State Buildings dem Architekten Donald Gresham. Sie lässt sich von ihm zu ein paar Drinks und einem Essen zu ihm nach Hause einladen. Dort trifft sie auf Donalds Nachbarn. Cynthia, seine Ex-Verlobte und ihr Vater David, ein Lebemann, wohnen im Stockwerk über Donald. Beide Männer finden sofort Gefallen an der jungen Patty, aber diese ist an den Annäherungsversuchen beider Männer nicht sonderlich interessiert. Sie verwickelt die Männer in ein Gespräch über Moral und Sexualität.
Am nächsten Morgen verlässt Patty die Wohnung und geht wieder auf das Dach des Empire State Building. Dort macht ihr Donald einen Heiratsantrag.

## Hintergrund
Johannes Heesters, Hardy Krüger und Johanna Matz haben Gastauftritte als Touristen. Preminger verfilmte den Stoff im selben Jahr nochmals für das deutsche Publikum. Die Jungfrau auf dem Dach wurde mit Krüger und Matz in den Hauptrollen besetzt, die Gastauftritte als Touristen absolvierten McNamara und Holden. Tom Tully, Dawn Addams, Fortunio Bonanova und Gregory Ratoff spielen ihre Rollen in beiden Versionen des Films.
Wolken sind überall kam in Deutschland erst 1960 zur Aufführung, da die deutsche Version des Films zuerst gezeigt wurde.
In den US-Bundesstaaten Maryland, Kansas und Ohio durfte der Film wegen der für die damalige Zeit sehr offenen Gespräche über Sexualität zunächst nicht gezeigt werden. Die Filmproduktionsfirma United Artists ging gegen diese Aufführungsverbote gerichtlich vor. Die Klage gegen den Bundesstaat Kansas ging 1954 bis vor den Obersten Gerichtshof der Vereinigten Staaten. United Artists gewann alle Prozesse und Wolken sind überall durfte somit in allen Bundesstaaten der USA aufgeführt werden.

## Kritiken
Das Time Magazine schrieb im Juli 1953, The Moon Is Blue sei „ansprechend und vergnüglich..., ein netter, kleiner Film“. Das Lexikon des internationalen Films urteilt, der Film wirke „entschieden unbefangener und komödiantischer als der deutsche Film“.

## Nominierungen und Auszeichnungen
- Oscarverleihung 1954
  - Nominierung für Maggie McNamara als „Beste Hauptdarstellerin“
  - Nominierung für Otto Ludwig für den „Besten Schnitt“
  - Nominierung für Herschel Burke Gilbert und Sylvia Fine für den „Besten Song“ The Moon Is Blue
- British Academy Film Award 1954
  - Nominierung für Maggie McNamara als „Beste Nachwuchsdarstellerin“
- Golden Globe Awards 1954
  - Auszeichnung für David Niven als „Bester Hauptdarsteller - Musical oder Komödie“